# Debos iratus
Debos iratus là một loài bướm đêm trong họ Geometridae.